# Coprotus argenteus
Coprotus argenteus är en svampart som först beskrevs av Curr., och fick sitt nu gällande namn av Waraitch 1977. Coprotus argenteus ingår i släktet Coprotus och familjen Thelebolaceae.   Inga underarter finns listade i Catalogue of Life.